# Рынок Альберта Кёйпа
Рынок Альберта Кёйпа (нидерл. Albert Cuypmarkt) — уличный рынок в Амстердаме, Нидерланды. Улица и рынок названы по имени Альберта Кёйпа, художника 17-го века.

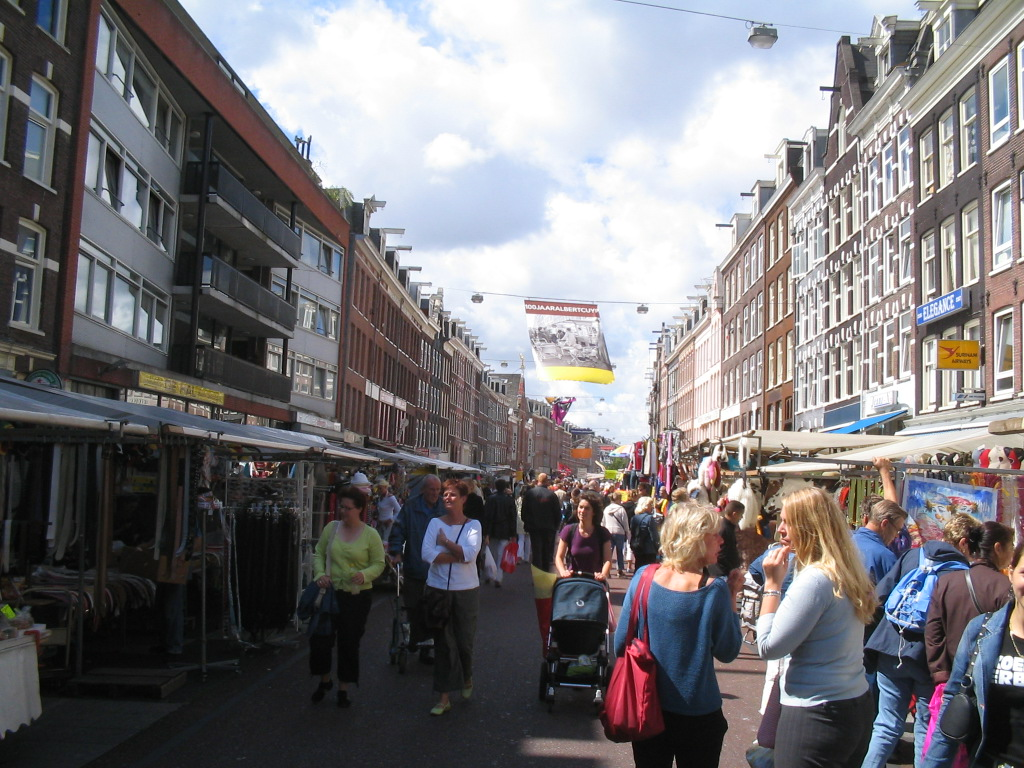
Рынок Альберта Кёйпа

Рынок начинался как сборище уличных торговцев. К началу XX века, он стал настолько хаотичным, что в 1905 году городские власти решили создать рынок, который сначала работал только по субботним вечерам. В 1912 году рынок стал дневным, был открыт шесть дней в неделю. Первоначально, в то время как рынок работал, улица была проезжей, но спустя несколько лет улица была полностью закрыта для движения в условиях рыночных часов.
Выбор продуктов на рынке варьируется от традиционных овощей, фруктов и рыбы до одежды и даже фотокамер. Продукты разнообразны, многих из них привозят из Суринама, Антильских островов, Турции и Марокко. Это придает рынку и его окрестностям мультикультурный налет.
Рынок Альберта Кёйпа является самым загруженным во всех Нидерландах. Это также важная достопримечательность Амстердама. Здесь готовят знаменитые голландские стропвафли.
Также очень популярны многочисленные этнические рестораны и бары, которые находятся позади рыночных киосков. Как правило, это то место, где хорошая еда и напитки предлагаются за хорошую цену. 